# První bitva o Doněcké letiště
První bitva o Doněcké letiště bylo ozbrojené střetnutí o letiště v Doněcku v roce 2014.

## Průběh bitvy

Mapa areálu Mezinárodního Doněckého letiště Sergeje Prokofjeva

Střetnutí proběhlo mezi separatistickými povstalci hlásícími se k samozvané Doněcké lidové republice a ukrajinskou armádou, které se odehrálo na Mezinárodním Doněckém letišti Sergeje Prokofjeva od 26. do 27. května 2014. Došlo k němu na začátku války na východní Ukrajině, která vypukla po svržení vlády Viktora Janukovyče. Bitva skončila vítězstvím ukrajinské armády, když ukrajinští výsadkáři za podpory ukrajinského letectva obsadili letiště. 
Druhá bitva o strategicky důležité letiště vypukla 28. září téhož roku a trvala do 21. ledna 2015.

## Ztráty
Starosta Doněcku Oleksandr Lukjanšenko řekl, že obětí bylo čtyřicet, prakticky všichni byli z řad separatistických povstalců, plus dva civilisté. 15-35 povstalců bylo zabito při jediném incidentu, když se dva nákladní automobily, přepravující zraněné bojovníky z letiště, údajně dostaly pod palbu svých vlastních bojovníků. Třicet čtyři mrtvých bylo ruskými státními příslušníky, mezi mrtvými byli bývalí ruští výsadkáři 45. pluku zvláštních sil, veteráni války v Afghánistánu a mistr světa v kick-boxu Nikolaj Leonov, rodák z Dněpropetrovsku.